# Lagerfelt
Lagerfelt är en svensk adelsätt varav en gren upphöjts till friherrlig rang. Den friherrliga grenen är fortlevande.
Stamfader för ätten Lagerfelt är Olaus Petri Upsaliensis (1537-1599), domprost i Linköping, och en av undertecknarna av beslutet från Uppsala möte. Hans son Israël Olai var som fadern domprost i Linköping. Den senares andra hustru, Sigrid Olofsdotter, var dotter till kyrkoherden Olaus Erici Gestrinius och Brita Unosdotter; svärmodern var syster till ätten Troilius stammoder. Deras son Israël upptog namnet Fortelius, och gjorde karriär som diplomat, samt uppförde Ruuthska palatset. Han var häradshövding när han år 1646 adlades med namnet Lagerfelt. Ätten introducerades året därefter på nummer 344. Han var gift två gånger, och ätten fortlevde på svärdssidan med sonen Carl Gustaf Lagerfelt från andra äktenskapet, med Maria Hård af Thorestorp, vars mor tillhörde den pommerska ätten von Retzdorff.
Denne Carl Gustaf Lagerfelt var ryttmästare och stupade 1705 i strid (Warszawa). Hans hustru var friherrinnan Maria Elisabeth von der Osten genannt Sacken. De fick åtta barn, varav två döttrar av vilka en gifte sig, med en Gyllencreutz. Av sönerna var det bara en som förde ätten vidare, Gustaf Adolf Lagerfelt, som upphöjdes till friherre varmed den adliga ätten utgick.
Gustaf Adolf Lagerfelt var landshövding och president, och gift med friherrinnan Magdalena Christina Appelbom, vars mor var friherrinnan Clerck. Han upphöjdes år 1766 till friherre, och introducerades på nummer 245 år 1770. Dottern Brita Magdalena gifte sig med friherre Leijonhielm. Två söner förde ätten vidare på svärdssidan.
Den äldre ättegrenen utgår från ryttmästare Otto Johan Lagerfelt till Hofgården. Hans hustru var Brita Rhyzelia Odencrantz som adlats för sin faders förtjänster, och systerdotter till Johan Ihre som härstammade från Bureätten. Deras son Israel Lagerfelt skrev sig till Lagerlunda och Charlottenborg, gods som släkten fortsatte besitta. Alla nu levande medlemmar av ätten tillhör denna gren. Medlemmar av ätten äger idag Grensholm i Östergötland och fram till 2017 Säbylund i Närke.
Den yngre ättengrenen utgick från kammarherre Carl Gustaf Lagerfelt till Lagnö, Wiggebyholm och Landsberga, vars hustru var Juliana Beata Sparre af Rossvik, vars mor var friherrinnan Siöblad. Den yngre ättegrenen slocknade på svärdssidan med Gustaf Adolf Fredrik Lagerfelt år 1818.